# Havok (band)
 For alternative betydninger, se Havok. (Se også artikler, som begynder med Havok)
Havok er et amerikansk thrash metal-band fra Denver, Colorado. Bandet blev dannet i 2004 af David Sanchez (guitar og sang), Haakon Sjoegren (trommer), Shawn Chavez (lead guitar) og Marcus Corich (bas). Shawn Chavez forlod Havok i 2010 samme dag, som bandet skulle starte en tourne med Primal Fear. David Sanchez valgte ikke at at aflyse tournen, men lærte alle Shawn Chavezs soloer på en dag, og gennemførte touren som trio. Shawn Chavez døde 30 år gammel d. 30 april 2015.
Havok udgav deres første demo "Thrash Can" i 2005 og EP "Murder By Matal" i 2007, efter en del udskiftning i bandet, indspillede Havok Burn i 2009, Time Is Up (2011), Unnatural Selection (2013) med Peter Webber (trommer), Mike Leon (bas) og Reece Scruggs (lead guitar), og fra 2015 med Nick Schendzielos på bas. Conformicide udkom i 2017 på Nuclear blast records.
Havok har optrådt flere gange i Danmark, bl.a på Copenhell i 2016.

## Tidslinje
Timeline

## Diskografi

### Albums
| År   | Albumdetaljer                                                                                               |
| ---- | --- |
| 2009 | Burn - Udgivet: June 2, 2009 - Pladeselskab: Candlelight - Format: CD, LP, Digital download                 |
| 2011 | Time Is Up - Udgivet: March 29, 2011 - Pladeselskab: Candlelight - Format: CD, LP, Digital download         |
| 2013 | Unnatural Selection - Udgivet: June 25, 2013 - Pladeselskab: Candlelight - Format: CD, LP, Digital download |
| 2017 | Conformicide - Udgivet: March 10, 2017 - Pladeselskab: Century Media - Format: CD, LP, Digital download     |
| 2020 | V - Udgivet: May 1, 2020 - Pladeselskab: Century Media - Format: CD, LP, Digital download                   |

### Demos
| Year | Demo details                                                                      |
| ---- | --------------------------------------------------------------------------------- |
| 2004 | Thrash Can - Released: 2004 - Pladeselskab: Not on Label - Format: CD             |
| 2006 | Murder By Metal - Released: May 4, 2006 - Pladeselskab: Not on Label - Format: CD |

### EP'er
| År   | Album details                                                                                         |
| ---- | --- |
| 2007 | Pwn 'Em All - Udgivet: September 19, 2007 - Pladeselskab: Not on Label - Format: CD                   |
| 2012 | Point of No Return - Udgivet: May 22, 2012 - Pladeselskab: Candlelight - Format: CD, Digital Download |

### Singler
| rÅ   | Navn                                 | Album               |
| ---- | ------------------------------------ | ------------------- |
| 2010 | "Fatal Intervention"                 | Time Is Up          |
| 2011 | "Scumbag in Disguise"                | Time Is Up          |
| 2013 | "Give Me Liberty...Or Give Me Death" | Unnatural Selection |
| 2016 | "Claiming Certainty" (live)          | non-album single    |
| 2016 | "Hang 'Em High"                      | Conformicide        |
| 2017 | "Ingsoc"                             | Conformicide        |
| 2017 | "Intention to Deceive"               | Conformicide        |
| 2020 | "Phantom Force"                      | V                   |
| 2020 | "Post Truth Era"                     | V                   |

### Musikvideoer
- "Morbid Symmetry" (2009)
- "Covering Fire" (2011)
- "D.O.A." (2011)
- "Point of No Return" (2013)
- "From the Cradle to the Grave" (2013)
- "Give Me Liberty... Or Give Me Death" (2013)
- "Worse Than War" (2013)
- "Chasing the Edge" (2014)
- "Intention to Deceive" (2017)
- "Phantom Force" (2020)